# 위스콘신주의 기

위스콘신 주의 기

위스콘신의 기는 위스콘신주의 깃발이다.

## 개요
파란 바탕에 주의 명칭인 'WISCONSIN'과 위스콘신 주의 문장, 그리고 위스콘신 주가 연방에 가입한 1848년이 새겨져있다.

## 과거의 기

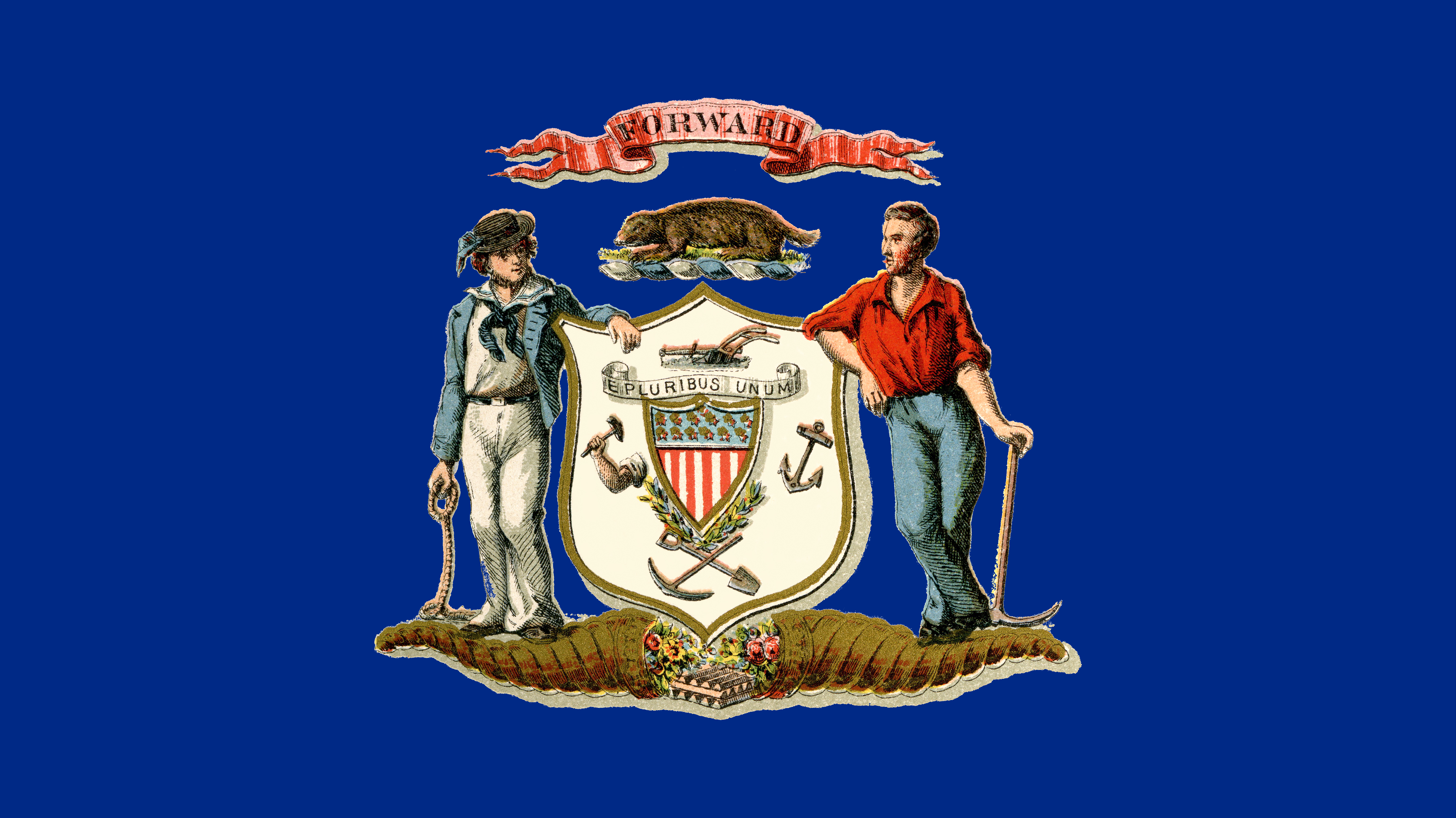
1866 ~ 1913년
1913 ~ 1981년